# Новосурск
Новосу́рск — село в Инзенском районе Ульяновской области. Входит в состав Коржевского сельского поселения.

## Название
До 1927 года село называлось Кунеево. Названо от русского слова «Куна», так назывался дорогой мех куницы, который изобиловал в этих местах. 
Другая версия: «Куна» имело значение денежной единицы на Руси. «Как денежная единица Древней Руси куна составляла 1/25 гривны в X—XI веках, 1/50 гривны до начала XV века. Сложилась «кунная система»: 1 куна = 2 г серебра = 1/25 гривны = 2 резанам = 4—6 веверицам. Денежная единица куна просуществовала до XIV в. и исчезла из употребления в связи с появлением новой денежной единицы — деньги. В пользу второй версии говорит о явно торговое предназначение этого села, с одной из старейших пристаней на реке Сура.

## География
Село расположено в 52 км к северо-западу от райцентра и в 8 км до центра поселения, на правом берегу реки Суры, в месте впадения в неё реки Талы. Высота центра населённого пункта — 100 м.
С деревней Бахметьевка разделено оврагом.

## История
Дата образования села точно не известна либо в конце XVI, либо в начале XVII века.
До 1622 года село принадлежало помещику Пушкину, затем перешло к князю Ромодановскому.
В 1780 году, при создании Симбирского наместничества, село Николаевское Кунеево из Алатырского уезда вошло в состав Карсунского уезда.
В 1827 году граф Владимир Григорьевич Орлов переселил из села своих крепостных крестьян на Кунью Воложку, в Ставропольский уезд, где возникла деревня Кунеевка (с 1951 г. - с. Комсомольское, ныне Комсомольский район г. Тольятти). 
В 1859 году в селе Кунеево 57 двора, в которых жило 523 человека. Имелась одна православная церковь и пристань.
В 1880 году прихожанами был построен новый деревянный храм. Престолов в нём два: главный (холодный) во имя Святителя и Чудотворца Николая и в приделе (тёплый) - во имя Архистратига Божия Михаила. 
Здесь образована замшевая фабрика, принадлежащая фабриканту и купцу 1-й гильдии Пивоварову Ивану, в которой работало 130 человек. Кроме этого, жители села занимались рыбной ловлей.
С 1918 года в селе был создан сельсовет, который вошёл в состав Коржевской волости.
В 1924 году село Кунеево входило в состав Коржевской волости, в котором в 216 дворах жило 1178 человек, имелась школа 1-й ступени.  
Постановлением Президиума ВЦИК от 14 октября 1927 года село Кунеево Коржевской волости Карсунского уезда Ульяновской губернии переименовано в Новосурское.
С 1956 года носит название Новосурск.

## Население
| 2010 |
| ---- |
| 111  |

## Инфраструктура
Основа экономики — сельское хозяйство .

## Достопримечательности
- Памятник односельчанам, погибшим в ВОВ (1982 г.)[10]

## Транспорт
Соединено автомобильной дорогой с сёлами Коржевка и Стрельниково.  Остановка общественного транспорта «Новосурск». 
ФАП Новосурское.